# Piet Akkermans
Piet (P.W.C.) Akkermans (Oosterhout, 20 december 1942 - Brugge, 17 juni 2002) was een Nederlands jurist. Akkermans was hoogleraar staats- en bestuursrecht aan de Erasmus Universiteit Rotterdam. 

## Opleiding en studie
Na zijn eindexamen Gymnasium-A aan het Onze Lieve Vrouwelyceum te Breda in 1961, behaalde Akkermans  een doctoraal Griekse en Latijnse  taal- en letterkunde aan de Katholieke Universiteit van Nijmegen. Hij werd leraar klassieke talen in Rotterdam en studeerde tegelijk rechten aan de Erasmus Universiteit van Rotterdam. In 1979 promoveerde hij aan de Universiteit Utrecht op het proefschrift Onderwijs als constitutioneel probleem.

## Academische loopbaan
Akkermans werd in 1984 benoemd als hoogleraar staats- en bestuursrecht aan de Erasmus Universiteit Rotterdam. In 1986-1989 en 1991-1993 was hij daarnaast ook decaan van de Rotterdamse rechtenfaculteit. Van 1993 tot 2001 was hij rector magnificus van de Erasmus Universiteit.
Akkermans werd op 1 juli 2001 benoemd tot rector van het Europacollege in Brugge maar overleed op 17 juni 2002 aan een hartaanval.

## Trivia
In de tijd van de kabinetsformaties werd door het duo Van Kooten en De Bie regelmatig een type 'professor dr. ir. P. Akkermans' ("mijn naam is genoemd") ten tonele gevoerd, gespeeld door Kees van Kooten. Er zijn geen aanwijzingen dat dit type gebaseerd was op P.W.C. Akkermans, de komieken ontkenden dit ook ten stelligste.
- Bibsys: 90820789
- Bibliothèque nationale de France: cb124326764 (data)
- Gemeinsame Normdatei: 171946987
- International Standard Name Identifier: 0000 0001 1062 3445
- Library of Congress Control Number: n80068669
- Nationale Bibliotheek van Israël: 987007452732905171
- Nederlandse Thesaurus van Auteursnamen: 068447795
- Système universitaire de documentation: 033463522
- Virtual International Authority File: 51781197
- WorldCat: E39PBJkttKYMJgC36MP87gWv73